# Френдсвил (Мериленд)
Френдсвил (енгл. Friendsville) град је у америчкој савезној држави Мериленд.

## Демографија
По попису из 2010. године број становника је 491, што је 48 (-8,9%) становника мање него 2000. године.
| Група             | 2000.       | 2010.       |
| Белци             | 527 (97,8%) | 486 (99,0%) |
| Афроамериканци    | 3 (0,6%)    | 0 (0,0%)    |
| Азијати           | 1 (0,2%)    | 1 (0,2%)    |
| Хиспаноамериканци | 2 (0,4%)    | 3 (0,6%)    |
| Укупно            | 539         | 491         |